# Список дружин правителів Австрії

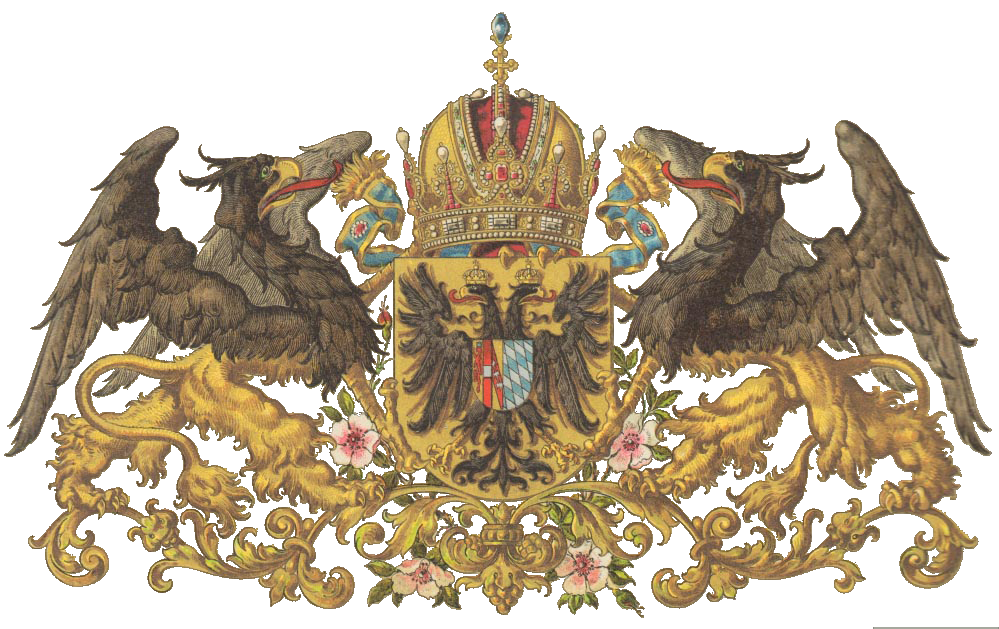
Герб австрійської імператриці Єлизавети Баварської

Нижче наведено список австрійських імператриць, ерцгерцогинь, герцогинь і маркграфинь - дружин правителів Австрії. Монархія в Австрії була скасована наприкінці Першої світової війни в 1918 році.

## Маркграфині Австрії

### Бабенберги
| Зображення      | Ім’я                                    | Батько                                                             | Дата народження | Шлюб            | Стала маркграфинею                | Перестала бути маркграфинею       | Смерть          | Чоловік      |
| --------------- | --------------------------------------- | ------------------------------------------------------------------ | --------------- | --------------- | --------------------------------- | --------------------------------- | --------------- | ------------ |
|                 | Ріхвара із Зуалафельдгау                | Ернст IV, граф Зуалафельдгау                                       | 945/950         | ?               | 976 сходження чоловіка            | 10 липня 994 смерть чоловіка      | 994?            | Леопольд I   |
|                 | Глісмод із Західної Саксонії            | Іммед IV, граф Західної Саксонії (Іммедінгери)                     | 975/980         | ?               | 23 червня 1018 сходження чоловіка | 1040                              | 1040            | Адальберт    |
|                 | Фрозза Орсеоло                          | Оттон Орсеоло, дож Венеції (Орсеоло)                               | 1015            | після 1040      | після 1040                        | 26 травня 1055 смерть чоловіка    | 17 лютого1071   | Адальберт    |
|                 | Аделаїда Айленбурзька                   | Деді II, маркграф Лужицький (Веттіни)                              | 1040            | 1060            | 1060                              | 26 січня 1071                     | 26 січня 1071   | Ернст        |
|                 | Свангільда із Угорської марки           | Сігарда VII, граф Кімгау                                           | ?               | 1072            | 1072                              | 10 червня 1075 смерть чоловіка    | 1120            | Ернст        |
|                 | Іда Австрійська                         | Рапото IV, граф Шама                                               | 1055/1060       | 1065?           | 10 червня 1075 сходження чоловіка | 12 жовтня 1095 смерть чоловіка    | вересень 1101   | Леопольд II  |
|                 | Марія із Перга                          | Вальхунс, граф Перга                                               | 1080            | ?               | 12 жовтня 1095 сходження чоловіка | 1105                              | 1105            | Леопольд III |
|                 | Агнеса фон Вайблінген                   | Генріх IV, імператор Священної Римської імперії (Салічна династія) | 1072            | 1106            | 1106                              | 15 листопада 1136 смерть чоловіка | 24 вересня 1143 | Леопольд III |
|                 | Марія Богемська                         | Собіслав I, князь Чехии (Пржемисловичі)                            | 1124/25         | 28 вересня 1138 | 28 вересня 1138                   | 18 жовтня 1141 смерть чоловіка    | 1160            | Леопольд IV  |
|                 | Гертруда Суплінбурзька                  | Лотар II, імператор Священної Римської імперії (Суплінбурги)       | 18 квітня 1115  | 1 травня 1142   | 1 травня 1142                     | 18 квітня 1143                    | 18 квітня 1143  | Генріх II    |
| Феодора Комніна | Себастократор Андронік Комнін (Комніни) | ?                                                                  | 1148            | 1148            | 17 вересня 1156 Privilegium Minus | 2 січня 1184                      |                 | Генріх II    |

## Герцогині Австрії

### Бабенберги
| Зображення | Ім’я             | Батько                                           | Дата народження | Шлюб   | Стала герцогинею                  | Перестала бути герцогинею      | Смерть            | Чоловік     |
| ---------- | ---------------- | ------------------------------------------------ | --------------- | ------ | --------------------------------- | ------------------------------ | ----------------- | ----------- |
|            | Феодора Комніна  | Себастократор Андронік Комнін (Комніни)          | ?               | 1148   | 17 вересня 1156 Privilegium Minus | 13 січня 1177 смерть чоловіка  | 2 січня 1184      | Генріх II   |
|            | Ілона Угорська   | Геза II, король Угорщини (Арпади)                | 1158            | 1172/4 | 13 січня 1177 сходження чоловіка  | 31 грудня 1194 смерть чоловіка | 25 травня 1199    | Леопольд V  |
|            | Феодора Ангелина | [[Ісаак Комнін Ватац (Ангели)                    | 1180/5          | 1203   | 1203                              | 28 липня 1230 смерть чоловіка  | 22/23 червня 1246 | Леопольд VI |
|            | Агнеса Меранська | Оттон I, герцог Меранський ( Андекська династія) | 1215            | 1229   | 28 липня 1230 сходження чоловіка  | 1240/3? розлучення             | 7 січня 1263      | Фрідріх II  |

### Міжцарство
| Зображення | Ім’я               | Батько                            | Дата народження | Шлюб           | Стала герцогинею | Перестала бути герцогинею                           | Смерть         | Чоловік                 |
| ---------- | ------------------ | --------------------------------- | --------------- | -------------- | ---------------- | --------------------------------------------------- | -------------- | ----------------------- |
|            | Кунегунда Галицька | Ростислав Михайлович (Рюриковичі) | 1245            | 25 жовтня 1261 | 25 жовтня 1261   | листопад 1276 чоловік відмовився від прав у Австрії | 9 вересня 1285 | Отокар II, король Чехії |

### Габсбурги
| Зображення | Ім’я                    | Батько                                                      | Дата народження | Шлюб                                                                  | Стала герцогинею | Перестала бути герцогинею       | Смерть            | Чоловік      |
| ---------- | ----------------------- | ----------------------------------------------------------- | --------------- | --------------------------------------------------------------------- | --- | ------------------------------- | ----------------- | ------------ |
|            | Гертруда Гогенберзька   | Буркхард V, граф Гогенберга (Гогенцоллерни)                 | 1225            | 1245                                                                  | листопад 1276 сходження чоловіка | 16 лютого 1281                  | 16 лютого 1281    | Рудольф I    |
|            | Єлизавета Каринтійська  | Мейнхард II, герцог Каринтії (Горицька династія)            | пр. 1262        | 20 грудня 1274                                                        | грудень 1282 сходження чоловіка 25 травня 1300 разом з Бланкою Французькою 1 березня 1305 самостійно 16 жовтня 1306 разом з Эльжбетою Риксою 3/4 липня 1307 самостійно | 1 травня 1308 смерть чоловіка   | 28 жовтня 1312    | Альбрехт I   |
|            | Бланка Французька       | Філіп III, король Франції (Капетинги)                       | пр. 1282        | 25 травня 1300 разом з Єлизаветою Каринтійською                       | 25 травня 1300 разом з Єлизаветою Каринтійською | 1 березня 1305                  | 1 березня 1305    | Рудольф III  |
|            | Ельжбета Рикса          | Пшемисл II, король Польщі ( П'ясти)                         | 1 вересня 1286  | 16 жовтня 1306 разом з Єлизаветою Каринтійською                       | 16 жовтня 1306 разом з Єлизаветою Каринтійською | 3/4 липня 1307 смерть чоловіка  | 18 жовтня 1335    | Рудольф III  |
|            | Ізабелла Арагонська     | Хайме II, король Арагону (Барселонський дім)                | 1305            | 11 травня 1315 разом з Катериною Савойською 28 лютого 1326 самостійно | 11 травня 1315 разом з Катериною Савойською 28 лютого 1326 самостійно                                                                                                  | 13 січня 1330 смерть чоловіка   | 12 липня 1330     | Фрідріх I    |
|            | Катерина Савойська      | Амадей V, граф Савойський (Савойський дім)                  | 1304            | ок. 1315 разом з Ізабеллою Арагонською                                | ок. 1315 разом з Ізабеллою Арагонською | 28 лютого 1326 смерть чоловіка  | 30 вересня 1336   | Леопольд I   |
|            | Іоанна, графиня Пфірту  | Ульріх III, граф Пфірту                                     | 1300            | 15 лютого 1324                                                        | 13 січня 1330 разом з Єлизаветою Баварською 25 березня 1330 самостійно 16 лютого 1335 разом з Анною Люксембурзькою 3 вересня 1338 самостійно                           | 15 листопада 1351               | 15 листопада 1351 | Альбрехт II  |
|            | Єлизавета Баварська     | Стефан I, герцог Баварії ( Віттельсбахи)                    | 1306            | 15 травня 1325                                                        | 13 січня 1330 разом з Іоанною, графинею Пфірту | 25 березня 1330                 | 25 березня 1330   | Оттон        |
|            | Анна Люксембурзька      | Ян I Сліпий, король Чехії (Люксембурги)                     | 27 березня 1323 | 25 березня 1330 разом з Іоанною, графинею Пфірту                      | 25 березня 1330 разом з Іоанною, графинею Пфірту | 3 вересня 1338                  | 3 вересня 1338    | Оттон        |
|            | Катерина Люксембурзька  | Карл IV, імператор Священної Римської імперії (Люксембурги) | 19 серпня 1342  | пр. 1350?                                                             | 16 серпня 1358 сходження чоловіка | 27 липня 1365 смерть чоловіка   | 26 квітня 1395    | Рудольф IV   |
|            | Єлизавета Люксембурзька | Карл IV, імператор Священної Римської імперії (Люксембурги) | 19 квітня 1358  | після 19 березня 1366 разом з Верде Вісконті                          | після 19 березня 1366 разом з Верде Вісконті | 4 вересня 1373                  | 4 вересня 1373    | Альбрехт III |
|            | Беатриса Нюрнберзька    | Фрідріх V, бургграф Нюрнбергу (Гогенцоллерни)               | 1362            | 1375 разом з Верде Вісконті                                           | 1375 разом з Верде Вісконті | 9 вересня 1379 Нойберзька угода | 10 червня 1414    | Альбрехт III |
|            | Верде Вісконті          | Бернабо Вісконті, правитель Мілану (Вісконті)               | 1352            | 23 лютого 1365                                                        | 27 липня 1365 самостійно после 19 березня 1366 разом з Єлизаветою Люксембурзькою 4 вересня 1373 самостійно ок. 1375 разом з Беатрисой Нюрнберзькою                     | 9 вересня 1379 Нойберзька угода | 1 березня 1414    | Леопольд III |

#### Габсбурги, Альбертинська гілка
Згідно  Нойберзькій угоді, укладеній 9 вересня 1379 року, Альбрехт III отримав герцогство Австрію разом зі штирійськими ленами в Верхньої Австрії (Долина Енса, Штайр, Зальцкаммергут). Неофіційно герцогство Альбрехта III називалося Нижня Австрія.
| Зображення | Ім’я                    | Батько                                                        | Дата народження | Шлюб           | Стала герцогинею                  | Перестала бути герцогинею       | Смерть            | Чоловік      |
| --- | ----------------------- | ------------------------------------------------------------- | --------------- | -------------- | --------------------------------- | ------------------------------- | ----------------- | ------------ |
| | Беатриса Нюрнберзька    | Фрідріх V, бургграф Нюрнбергу (Гогенцоллерни)                 | 1362            | 1375           | 9 вересня 1379 Нойберзька угода   | 29 серпня 1395 смерть чоловіка  | 10 червня 1414    | Альбрехт III |
| | Іоанна Софія Баварська  | Альбрехт, граф Голландії ( Віттельсбахи)                      | 1373            | 24 квітня 1390 | 29 серпня 1395 сходження чоловіка | 14 вересня 1404 смерть чоловіка | 15 листопада 1410 | Альбрехт IV  |
| | Єлизавета Люксембурзька | Сигізмунд, імператор Священної Римської імперії (Люксембурги) | 7 жовтня 1409   | 19 квітня 1422 | 19 квітня 1422                    | 27 жовтня 1439 смерть чоловіка  | 25 грудня 1442    | Альбрехт V   |
| Владислав Посмертний, останній герцог Австрії з Альбертинської гілки, раптово помер у Празі 23 листопада 1457 року підчас підготовки до одруження з французькою принцесою Мадлен Валуа, донькою короля Франції Карла VII. Після його смерті території були приєднані до володінь Леопольдинської гілки Габсбургів. |                         |                                                               |                 |                |                                   |                                 |                   |              |

#### Габсбурги, Леопольдинська гілка
Згідно  Нойберзькій угоді, укладеній 9 вересня 1379 року, Леопольд III отримав Штирію, Каринтію, Крайну, Істрія, Тіроль та Передню Австрію. Неофіційно герцогство Леопольда III називалося Верхня Австрія.

##### Головна гілка
| Зображення                                                              | Ім’я                          | Батько                                           | Дата народження | Шлюб | Стала герцогинею | Перестала бути герцогинею                                 | Смерть         | Чоловік        |
| ----------------------------------------------------------------------- | ----------------------------- | ------------------------------------------------ | --------------- | --- | --- | --------------------------------------------------------- | -------------- | -------------- |
|                                                                         | Верде Вісконті                | Бернабо Вісконті, правитель Мілану (Вісконті)    | 1352            | 23 лютого 1365 | 9 вересня 1379 Нойберзька угода | 9 липня 1386 смерть чоловіка                              | 1 березня 1414 | Леопольд III   |
|                                                                         | Джованна II, королева Неаполю | Карл III, король Неаполю (Анжу-Сицилійський дом) | 23 червня 1373  | 13 листопада 1401 разом з Катериною Бургундською 1402 разом з Маргаритою Померанською                                                                                                   | 13 листопада 1401 разом з Катериною Бургундською 1402 разом з Маргаритою Померанською                                                                                                   | 15 липня 1406 смерть чоловіка                             | 2 лютого 1435  | Вільгельм      |
|                                                                         | Катерина Бургундська          | Філіп II, герцог Бургундії (Бургундські Валуа)   | квітень 1378    | 15 серпня 1393 единолично 13 листопада 1401 совместно с Джованною II 1402 разом з Маргаритой Померанською 15 липня 1406 самостійно після розподілу територій Леопольдинських Габсбургів | 15 серпня 1393 единолично 13 листопада 1401 совместно с Джованною II 1402 разом з Маргаритой Померанською 15 липня 1406 самостійно після розподілу територій Леопольдинських Габсбургів | 3 червня 1411 смерть чоловіка                             | 24 січня 1425  | Леопольд IV    |
|                                                                         | Маргарита Померанська         | Богуслав V, герцог Померанії ( Грифичі)          | 1366            | 14 січня 1392 | 1402 разом з Джованной II та Катериною Бургундською | 15 липня 1406 розділ територій Леопольдинських Габсбургів | пр. 1407/1410  | Ернст Залізний |
| У 1406 території Леопольдинської гілки Габсбургів знову були розділені: |                               |                                                  |                 | | |                                                           |                |                |

##### Ернестинська гілка
Ернестинська гілка отримала герцогства Штирія, Каринтія, Крайна, що називалися Внутрішня Австрія.
| Зображення | Ім’я                  | Батько                                                           | Дата народження | Шлюб                                | Стала герцогинею                                          | Перестала бути герцогинею      | Смерть          | Чоловік        |
| ---------- | --------------------- | ---------------------------------------------------------------- | --------------- | ----------------------------------- | --------------------------------------------------------- | ------------------------------ | --------------- | -------------- |
|            | Маргарита Померанська | Богуслав V, герцог Померанії ( Грифичі)                          | 1366            | 14 січня 1392                       | 15 липня 1406 розділ територій Леопольдинських Габсбургів | ок. 1407/1410                  | ок. 1407/1410   | Ернст Залізний |
|            | Кімбурга Мазовецька   | Земовит IV, князь Плоцький (П'ясти)                              | 1394/1397       | 25 січня 1412 Ерцгерцогиня з 1414   | 25 січня 1412 Ерцгерцогиня з 1414                         | 10 червня 1424 смерть чоловіка | 28 вересня 1429 | Ернст Залізний |
|            | Леонора Португальська | Дуарте (король Португалії), король Португалії (Авіська династія) | 18 вересня 1434 | 16 березня 1452 Ерцгерцогиня з 1453 | 16 березня 1452 Ерцгерцогиня з 1453                       | 3 вересня 1467                 | 3 вересня 1467  | Фрідріх V      |
|            | Матильда Пфальцька    | Людвиг III, курфюрст Пфальцу (Віттельсбахи)                      | 7 березня 1419  | 1452 Ерцгерцогиня з 1458            | 1452 Ерцгерцогиня з 1458                                  | 2 грудня 1463 смерть чоловіка  | 22 серпня 1482  | Альбрехт VI    |

##### Старша Тірольская гілка
Старша Тірольська гілка отримала  Тіроль і незабаром Передню Австрію. Ці території стали називатися  Верхньою Австрією.
| Зображення                                                              | Ім’я                 | Батько                                           | Дата народження | Шлюб                               | Стала герцогинею                   | Перестала бути герцогинею                 | Смерть            | Чоловік       |
| ----------------------------------------------------------------------- | -------------------- | ------------------------------------------------ | --------------- | ---------------------------------- | ---------------------------------- | ----------------------------------------- | ----------------- | ------------- |
|                                                                         | Єлизавета Пфальцька  | Рупрехт, король Німеччини ( Віттельсбахи)        | 27 жовтня 1381  | 24 грудня 1446/7                   | 24 грудня 1446/7                   | 31 грудня 1408                            | 31 грудня 1408    | Фрідріх IV    |
|                                                                         | Анна Брауншвейзька   | Фрідріх I, герцог Брауншвейг-Люнебургу ( Вельфи) | 1390            | 11 червня 1411                     | 11 червня 1411                     | 1432                                      | 1432              | Фрідріх IV    |
|                                                                         | Елеонора Шотландська | Яків I, король Шотландії (Стюарти)               | 1433            | 12 лютого 1449 Ерцгерцогиня з 1477 | 12 лютого 1449 Ерцгерцогиня з 1477 | 20 листопада 1480                         | 20 листопада 1480 | Сигізмунд     |
|                                                                         | Катаріна Саксонська  | Альбрехт III, герцог Саксонії (Веттіни)          | 24 липня 1468   | 24 лютого 1484 також ерцгерцогиня  | 24 лютого 1484 також ерцгерцогиня  | травень 1490 зречення чоловіка            | 10 лютого 1524    | Сигізмунд     |
|                                                                         | Анна Бретонська      | Франциск II, герцог Бретані (Де Дрьо-Монфор)     | 25 січня 1477   | 19 грудня 1490 також ерцгерцогиня  | 19 грудня 1490 також ерцгерцогиня  | напочатку 1492 шлюб було анульовано папою | 9 січня 1514      | Максиміліан I |
| В 1493 році разрізненні австрійські ерцгерцогства були обєднані в одно. |                      |                                                  |                 |                                    |                                    |                                           |                   |               |

## Ерцгерцогині Австрійські

### Габсбурги
| Зображення                                                                                        | Ім’я                  | Батько                                         | Дата народження | Шлюб            | Стала Ерцгерцогинею                                                                                               | Перестала бути ерцгерцогинею              | Смерть            | Чоловік                         |
| ------------------------------------------------------------------------------------------------- | --------------------- | ---------------------------------------------- | --------------- | --------------- | --- | ----------------------------------------- | ----------------- | ------------------------------- |
|                                                                                                   | Кімбурга Мазовецька   | Земовит IV, князь Плоцький (П'ясти)            | 1394/1397       | 25 січня 1412   | 1414 чоловік зголосив себе ерцгерцогом                                                                            | 10 червня 1424 смерть чоловіка            | 28 вересня 1429   | Ернст (Внутрішня Австрія)       |
|                                                                                                   | Леонора Португальська | Дуарте I, король Португалии (Авіська династія) | 18 вересня 1434 | 16 березня 1452 | 1453 чоловік визнаний ерцгерцогом по Privilegium Maius 1458 разом з Матильдою Пфальцькою 2 грудня 1463 самостійно | 3 вересня 1467                            | 3 вересня 1467    | Фрідріх V (Внутрішня Австрія)   |
|                                                                                                   | Матильда Пфальцька    | Людвіг III, курфюрст Пфальцу ( Віттельсбахи)   | 7 березня 1419  | 1452            | 1458 чоловіку надано титул разом з Леонорою Португальською                                                        | 2 грудня 1463 смерть чоловіка             | 22 серпня 1482    | Альбрехт VI (Внутрішня Австрія) |
|                                                                                                   | Елеонора Шотландська  | Яків I, король Шотландії (Стюарти)             | 1433            | 12 лютого 1449  | 1477 чоловіку надано титул                                                                                        | 20 листопада 1480                         | 20 листопада 1480 | Сигізмунд (Верхня Австрія)      |
|                                                                                                   | Катаріна Саксонська   | Альбрехт III, герцог Саксонії (Веттіни)        | 24 липня 1468   | 24 лютого 1484  | 24 лютого 1484 | травень 1490 зречення чоловіка            | 10 лютого 1524    | Сигізмунд (Верхня Австрія)      |
|                                                                                                   | Анна Бретонська       | Франциск II, герцог Бретані (Де Дрьо-Монфор)   | 25 січня 1477   | 19 грудня 1490  | 19 грудня 1490 | напочатку 1492 шлюб було анульовано папою | 9 січня 1514      | Максиміліан I (Верхня Австрія)  |
| Австрійські території були знову об'єднані в1493 році.                                            |                       |                                                |                 |                 | |                                           |                   |                                 |
|                                                                                                   | Б'янка Марія Сфорца   | Галеаццо Марія Сфорца, герцог Мілану ( Сфорца) | 5 квітня 1472   | 16 березня 1494 | 16 березня 1494                                                                                                   | 31 грудня 1510                            | 31 грудня 1510    | Максиміліан I                   |
|                                                                                                   | Ізабела Португальська | Мануел I, король Португалії (Авіська династія) | 24 жовтня 1503  | 10 березня 1526 | 10 березня 1526                                                                                                   | 1 травня 1539                             | 1 травня 1539     | Карл V                          |
|                                                                                                   | Анна Ягеллонка        | Владислав II, король Чехії ( Ягеллони)         | 23 липня 1503   | 25 травня 1521  | 25 травня 1521 | 27 січня 1547                             | 27 січня 1547     | Фердинанд I                     |
| В 1564 році Австрійські території були знову розділені між трьома синами імператора Фердинанда I. |                       |                                                |                 |                 | |                                           |                   |                                 |

#### Разділ 1564 року
Нижня Австрія (власне, Австрійське ерцгерцогство) відійшла першому синові імператора - Максиміліану
| Зображення | Ім’я            | Батько                                       | Дата народження | Шлюб            | Стала Ерцгерцогинею              | Перестала бути ерцгерцогинею   | Смерть         | Чоловік        |
| --- | --------------- | -------------------------------------------- | --------------- | --------------- | -------------------------------- | ------------------------------ | -------------- | -------------- |
| | Марія Іспанська | Карл I, ерцгерцог Австрії (Габсбурги)        | 21 червня 1528  | 13 вересня 1548 | 25 липня 1564 сходження чоловіка | 12 жовтня 1576 смерть чоловіка | 26 лютого 1603 | Максиміліан II |
| | Анна Тірольська | Фердинанд II, ерцгерцог Австрії ( Габсбурги) | 4 жовтня 1585   | 4 грудня 1611   | 4 грудня 1611                    | 14 грудня 1618                 | 14 грудня 1618 | Матвій         |
| Матвій і його брат Рудольф не залишили спадкоємців, тому території відійшли нащадкам третього сина імператора, Карла. |                 |                                              |                 |                 |                                  |                                |                |                |

Верхня Австрія (Тироль і Передня Австрія) відійшла другому синові імператора - Фердинанду
| Зображення                                                                                       | Ім’я                  | Батько                                       | Дата народження   | Шлюб           | Стала Ерцгерцогинею | Перестала бути ерцгерцогинею  | Смерть         | Чоловік      |
| ------------------------------------------------------------------------------------------------ | --------------------- | -------------------------------------------- | ----------------- | -------------- | ------------------- | ----------------------------- | -------------- | ------------ |
|                                                                                                  | Анна Катерина Ґонзаґа | Гульельмо I, герцог Мантуї (Гонзага)         | 16 листопада 1566 | 14 травня 1582 | 14 травня 1582      | 24 січня 1595 смерть чоловіка | 3 серпня 1621  | Фердинанд II |
| Фердинанд не залишив спадкоємців, тому території перейшли до нащадків його брата Максиміліана.   |                       |                                              |                   |                |                     |                               |                |              |
|                                                                                                  | Анна Тірольська       | Фердинанд II, ерцгерцог Австрії ( Габсбурги) | 4 жовтня 1585     | 4 грудня 1611  | 4 грудня 1611       | 14 грудня 1618                | 14 грудня 1618 | Матвій       |
| Матвій не залишив спадкоємців, тому території відійшли нащадкам третього сина імператора, Карла. |                       |                                              |                   |                |                     |                               |                |              |

Внутрішня Австрія (Штирія, Каринтія і Крайна) відійшла третьому синові імператора - Карлу
| Ім’я | Батько               | Дата народження                             | Шлюб            | Стала ерцгерцогинею | Перестала бути ерцгерцогинею | Смерть                        | Чоловік        |               |
| --- | -------------------- | ------------------------------------------- | --------------- | ------------------- | ---------------------------- | ----------------------------- | -------------- | ------------- |
| | Марія Анна Баварська | Альбрехт V, герцог Баварії (Віттельсбахи)   | 21 березня 1551 | 26 серпня 1571      | 26 серпня 1571               | 10 липня 1590 смерть чоловіка | 29 квітня 1608 | Карл II       |
| | Марія Анна Баварська | Вільгельм V, герцог Баварії ( Віттельсбахи) | 8 грудня 1574   | 23 квітня 1600      | 23 квітня 1600               | 8 березня 1616                | 8 березня 1616 | Фердинанд III |
| В 1619 році Австрійські території знову були об'єднані під управлінням Фердинанда III, ерцгерцога Внутрішньої Австрії, але вже в 1623 році Фердинанд знову їх розділив, наділивши титулом ерцгерцога свого молодшого брата Леопольда, який був губернатором Верхньої Австрії. |                      |                                             |                 |                     |                              |                               |                |               |

#### Разділ 1623 года
Нижня і Внутрішня Австрія залишилися у представників головної гілки Габсбургів - нащадків Фердинанда III (імператор Фердинанд II)
| Зображення                                                  | Ім’я                          | Батько                                           | Дата народження              | Шлюб           | Стала ерцгерцогинею               | Перестала бути ерцгерцогинею   | Смерть         | Чоловік       |
| ----------------------------------------------------------- | ----------------------------- | ------------------------------------------------ | ---------------------------- | -------------- | --------------------------------- | ------------------------------ | -------------- | ------------- |
|                                                             | Елеонора Гонзага (Старша)     | Вінченцо I, герцог Мантуї (Гонзага)              | 23 вересня (23 лютого?) 1598 | 4 лютого 1622  | 4 лютого 1622                     | 15 лютого 1637 смерть чоловіка | 27 червня 1655 | Фердинанд III |
|                                                             | Марія Анна Іспанська          | Філіп III, король Іспанії (Габсбурги)            | 18 серпня 1606               | 20 лютого 1631 | 15 лютого 1637 сходження чоловіка | 13 травня 1646                 | 13 травня 1646 | Фердинанд IV  |
|                                                             | Марія Леопольдина Австрійська | Леопольд V, ерцгерцог Австрії (Габсбурги)        | 6 квітня 1632                | 2 липня 1648   | 2 липня 1648                      | 7 серпня 1649                  | 7 серпня 1649  | Фердинанд IV  |
|                                                             | Елеонора Гонзага (Молодша)    | Карл II, герцог Невера та Ретеля (Гонзага-Невер) | 18 листопада 1630            | 30 квітня 1651 | 30 квітня 1651                    | 2 квітня 1657 смерть чоловіка  | 6 грудня 1686  | Фердинанд IV  |
| Австрійські території були остаточно об'єднані у 1665 році. |                               |                                                  |                              |                |                                   |                                |                |               |

Верхня Австрія відійшла Молодшій Тірольської гілки - нащадкам ерцгерцога Леопольда V
| Зображення | Ім’я                | Батько                                               | Дата народження | Шлюб           | Стала ерцгерцогинею | Перестала бути ерцгерцогинею    | Смерть            | Чоловік         |
| --- | ------------------- | ---------------------------------------------------- | --------------- | -------------- | ------------------- | ------------------------------- | ----------------- | --------------- |
| | Клаудія де Медічі   | Фердинанд I, великий герцог Тоскани (Медічі)         | 4 червня 1604   | 19 квітня 1626 | 19 квітня 1626      | 13 вересня 1632 смерть чоловіка | 25 грудня 1648    | Леопольд V      |
| | Анна Медічі         | Козімо II, великий герцог Тоскани (Медічі)           | 21 липня 1616   | 10 червня 1646 | 10 червня 1646      | 30 грудня 1662 смерть чоловіка  | 11 вересня 1676   | Фердинанд Карл  |
| | Ядвіґа Зульцбахська | Крістіан Август, пфальцграф Зульцбаха (Віттельсбахи) | 25 квітня 1650  | 13 червня 1665 | 13 червня 1665      | 25 червня 1665 смерть чоловіка  | 23 листопада 1681 | Сигізмунд Франц |
| Сигізмунд Франц не залишив спадкоємців, тому території відійшли до головної гілки родини Габсбургів. Австрійські території знову стали єдиними. |                     |                                                      |                 |                |                     |                                 |                   |                 |

#### Об'єднане ерцгерцогство (з 1665)
У 1665 році Австрійські території були об'єднані під управлінням Леопольда VI (імператор Леопольд I).
| Зображення | Ім’я                                             | Батько                                                    | Дата народження              | Шлюб           | Стала ерцгерцогинею               | Перестала бути ерцгерцогинею   | Смерть          | Чоловік     |
| ---------- | ------------------------------------------------ | --------------------------------------------------------- | ---------------------------- | -------------- | --------------------------------- | ------------------------------ | --------------- | ----------- |
|            | Маргарита Тереза Іспанська                       | Филипп IV, король Іспании (Габсбурги)                     | 12 липня 1651                | 12 грудня 1666 | 12 грудня 1666                    | 12 березня 1673                | 12 березня 1673 | Леопольд VI |
|            | Клавдія Феліцітас Австрійська                    | Фердинанд Карл, ерцгерцог Австрії (Габсбурги)             | 30 травня 1653               | 15 жовтня 1673 | 15 жовтня 1673                    | 8 квітня 1676                  | 8 квітня 1676   | Леопольд VI |
|            | Елеонора Магдалина з Нойбурга                    | Філіп Вільгельм, курфюрст Пфальцу ( Віттельсбахи)         | 6 січня 1655                 | 14 грудня 1676 | 14 грудня 1676                    | 5 травня 1705 смерть чоловіка  | 19 січня 1720   | Леопольд VI |
|            | Вільгельміна Брауншвейг-Люнебурзька              | Йоганн Фрідріх, князь Брауншвейг-Каленберга (Вельфи)      | 21 квітня 1673               | 24 лютого 1699 | 5 травня 1705 сходження чоловіка  | 17 квітня 1711 смерть чоловіка | 10 квітня 1742  | Йозеф I     |
|            | Єлизавета Христина Брауншвейг-Вольфенбюттельська | Людвіг Рудольф, герцог Брауншвейг-Вольфенбюттеля (Вельфи) | 28 серпня (28 вересня?) 1691 | 1 серпня 1708  | 17 квітня 1711 сходження чоловіка | 20 жовтня 1740 смерть чоловіка | 21 грудня 1750  | Карл III    |

### Габсбурги-Лотаринзькі
| Зображення | Ім’я                               | Батько                                                         | Дата народження   | Шлюб           | Стала ерцгерцогинею               | Перестала бути ерцгерцогинею    | Смерть         | Чоловік     |
| ---------- | ---------------------------------- | -------------------------------------------------------------- | ----------------- | -------------- | --------------------------------- | ------------------------------- | -------------- | ----------- |
|            | Марія Жозефа Баварська             | Карл VII, імператор Священної Римської імперії ( Віттельсбахи) | 30 березня 1739   | 23 січня 1765  | 18 серпня 1765 сходження чоловіка | 28 травня 1767                  | 28 травня 1767 | Йосиф II    |
|            | Марія Луїза Іспанська              | Карл III, король Іспанії (Бурбони)                             | 24 листопада 1745 | 5 серпня 1765  | 20 лютого 1790 сходження чоловіка | 1 березня 1792 смерть чоловіка  | 15 травня 1792 | Леопольд II |
|            | Марія Тереза Бурбон-Неаполітанська | Фердинанд I, король Обох Сицилій (Бурбони)                     | 6 червня 1772     | 15 серпня 1790 | 1 березня 1792 сходження чоловіка | 6 серпня 1806 зречення чоловіка | 13 квітня 1807 | Франц II    |

## Імператриці Австрії

### Габсбурги-Лотаринзькі
| Зображення | Ім’я                               | Батько                                              | Дата народження | Шлюб           | Стала імператрицею                   | Перестала бути імператрицею          | Смерть          | Чоловік       |
| ---------- | ---------------------------------- | --------------------------------------------------- | --------------- | -------------- | ------------------------------------ | ------------------------------------ | --------------- | ------------- |
|            | Марія Тереза Бурбон-Неаполітанська | Фердинанд I, король Обох Сицилій (Бурбони)          | 6 червня 1772   | 15 серпня 1790 | 11 серпня 1804 сходження чоловіка    | 13 квітня 1807                       | 13 квітня 1807  | Франц I       |
|            | Марія Людовіка Моденська           | Фердинанд Австрійський ( Габсбурги-Лотаринзькі)     | 14 грудня 1787  | 6 січня 1808   | 6 січня 1808                         | 7 квітня 1816                        | 7 квітня 1816   | Франц I       |
|            | Кароліна Авґуста Баварська         | Максиміліан I, король Баварії ( Віттельсбахи)       | 8 лютого 1792   | 29 жовтня 1816 | 29 жовтня 1816                       | 2 березня 1835 смерть чоловіка       | 9 лютого 1873   | Франц I       |
|            | Марія Анна Савойська               | Віктор Емануїл I, король Сардинії ( Савойський дім) | 19 вересня 1803 | 12 лютого 1831 | 2 березня 1835 сходження чоловіка    | 2 грудня 1848 зречення чоловіка      | 4 травня 1884   | Фердинанд I   |
|            | Єлизавета Баварська                | Максиміліан, герцог Баварський (Віттельсбахи)       | 24 грудня 1837  | 24 квітня 1854 | 24 квітня 1854                       | 10 вересня 1898                      | 10 вересня 1898 | Франц Йосиф I |
|            | Зіта Бурбон-Пармська               | Роберт I, герцог Пармський ( Пармські Бурбони)      | 9 травня 1892   | 13 червня 1911 | 21 листопада 1916 сходження чоловіка | 11 листопада 1918 повалення чоловіка | 14 березня 1989 | Карл I        |

## Титулярні імператриці Австрії

### Габсбурги-Лотаринзькі(з 1918)
| Зображення | Ім’я                       | Батько                                                 | Дата народження | Шлюб           | Стала імператрицею                    | Перестала бути імператрицею   | Смерть          | Чоловік           |
| ---------- | -------------------------- | ------------------------------------------------------ | --------------- | -------------- | ------------------------------------- | ----------------------------- | --------------- | ----------------- |
|            | Зіта Бурбон-Пармська       | Роберт I, герцог Пармський ( Пармські Бурбони)         | 9 травня 1892   | 13 червня 1911 | 11 листопада 1918 скасування монархії | 1 квітня 1922 смерть чоловіка | 14 березня 1989 | Карл I            |
|            | Регіна Саксен-Майнінген    | Георг Саксен-Майнінгенський (Саксен-Майнінген)         | 6 січня 1925    | 10 травня 1951 | 10 травня 1951                        | січень 2007 зречення чоловіка | 3 лютого 2010   | Отто фон Габсбург |
|            | Франческа Тиссен-Борнеміза | Ганс Генріх Тиссен-Борнеміза (барони Тиссен-Борнеміза) | 7 червня 1958   | 31 січня 1993  | січень 2007 сходження чоловіка        | діюча                         | нині живе       | Карл фон Габсбург |